# Дугал Діксон
Ду́гал Ді́ксон (англ. Dougal Dixon; нар. 1 березня 1947) — британський письменник і популяризатор науки. Відомий як автор наукової фантастики та книг на тему можливих шляхів еволюції тварин і людини в майбутньому.

## Біографія
Народився 9 травня 1947 року в місті Дамфріс у Шотландії. В дитинстві, перебуваючи під враженням від «Машини часу» Герберта Веллса, малював фантастичних істот, які могли б існувати в майбутньому. Бувши підлітком, цікавився передачами про дику природу, що визначило подальші інтереси Діксона. Здобув ступінь бакалавра з геології в університеті Святого Ендрю у 1970-му й магістра в 1972 році. В цей час Діксон особливо цікавився скам'янілостями та еволюцією. В якийсь момент він помітив, що існує багато книжок про біологічну еволюцію в минулому, але жодної про можливу майбутню. Це спонукало Діксона створити саме таку, в чому він орієнтувався на роботи палеонтологів та ілюстраторів Ґреґорі Скотта Пола і Роберта Томаса Бекера. Останні були відомі новаторськими зображеннями динозаврів як граційних істот, подібних на сучасних тварин, на противагу класичному їхньому зображенню як незграбних лускатих ящерів.
Почав публікуватися в 1973 році, влаштувавшись працювати до енциклопедичного видавництва Mitchell/Beazley Ltd. як консультант з геології. У 1978 році був прийнятий у штат Blandford Press, де був редактором великого числа книжок з природничих наук. У 1980 році став редактором-фрілансером, надалі працював над багатьма науковими книжками про геологію. Ідею його власної книжки «Після людини» про дикий світ майбутнього видавці прийняли, але відмовилися використовувати ілюстрації Дугала Діксона, хоч той був талановитим художником. Після виходу «Після людини» у 1981 автор взявся до праці над «Людина після людини», присвяченій еволюції Homo sapiens. Ця книжка задумувалася як приквел до «Після людини», де описувався б розвиток земних колоністів на екзопланеті. Але зрештою проєкт розділився на власне «Людина після людини», присвячений розвитку людей на Землі, і «Зелений світ», ближчий до початкової ідеї. «Зелений світ» було видано майже через 40 років і лише в Японії, де книжка здобула велику популярність.
З 1985 по 1989 обіймав посаду губернатора в школі святого Мартіна у Сендфорді, в з 1985 по 1987 — голови Батьківсько-вчительської асоціації в середній школі Сенфорда в Дорсеті. У 1985 вийшла книжка Дугала Діксона в жанрі інтерактивної літератури «Дослідники льодовикового періоду» на тему подорожей у часі.
У 1987 році брав участь у палеонтологічних розкопках у Дурлстоні на Юрському узбережжі. Як геолог-практик у 1995 році взяв участь в експедиції на вулкан Аск'я в Ісландії. Здобувши популярність завдяки своїм книжкам, виступав консультантом на телебаченні при створенні науково-популярних програм. Крім того, з 1981 по 1990 підробляв інструктором у кадетській організації Air Training Corps. Впродовж 1990-х років був редактором і співавтором багатьох книжок про доісторичне життя, в тому числі дитячих науково-популярних видань. Дугала Діксона було залучено як консультанта до створення псевдодокументального телесеріалу «Дике майбутнє» у 2002 році та однойменної книжки.
Проживає в місті Веагам у Дорсеті разом із дружиною Джін та дітьми: Гевіном та Ліндсей.